# Otavipithecus
Otavipithecus namibiensis — вимерлий вид мавп з міоцену Намібії. Скам'янілості були виявлені на копальнях Берг Аукас у передгір'ях гір Отаві, звідси і родова назва. Вид був описаний у 1992 році Гленном Конроєм та його колегами, і на той час він був єдиною негомінідною викопною мавпою, відомою з південної Африки. Скам'янілості складаються з частини нижньої щелепи з молярами, частково лобової кістки, сильно пошкодженої ліктьової кістки, одного хребця та частково кістки пальця.
Вважається, що отавіпітек важив від 14 до 20 кг. Неспеціалізовані зуби мають лише тонкий шар емалі, що передбачає харчування м'якою рослинністю, такою як фрукти й молоде листя.
Філогенетичне положення отавіпітека незрозуміло з мізерних скам'янілостей, відомих наразі. Альтернативні пропозиції стверджують, що він розгалужується близько до ранніх афропітеків Кенії чи близький до спільного предка сучасних африканських мавп (людей, шимпанзе та горил).